# Distretto di Esônbulag
Il distretto di Esônbulag è uno dei diciotto distretti (sum) in cui è suddivisa la provincia del Gov'-Altaj, in Mongolia. Conta una popolazione di 16.243  abitanti (censimento 2009). 